# ケヴィン・アクポグマ
ケヴィン・ジョン・ウフオマ・アクポグマ（Kevin John Ufuoma Akpoguma 、1995年4月19日 - ）は、ドイツ・ラインラント＝プファルツ州ノイシュタット・アン・デア・ヴァインシュトラーセ出身のプロサッカー選手。ブンデスリーガ・TSG1899ホッフェンハイム所属。ポジションは、ディフェンダー。
ナイジェリアにルーツを持つ。

## 経歴
カールスルーエSCの下部組織出身。2012－2013シーズンにトップ昇格。この年のフリッツ・ヴァルター・メダルU-18部門で金メダルを受賞した。
2013年、TSG1899ホッフェンハイムに移籍。2015年、フォルトゥナ・デュッセルドルフに期限付き移籍。
2018年12月30日、ハノーファー96にシーズン終了までのレンタル移籍で加入することが発表された。メディカルチェックを受けたのち、2019年1月2日より正式に加入する。

## 代表歴
U-16世代から年代別ドイツ代表に選出され、UEFA U-17欧州選手権2012、UEFA U-19欧州選手権2014等に参加。2015 FIFA U-20ワールドカップではキャプテンを務めた。